# Llei de l’ús dels mitjans electrònics al sector públic de Catalunya
La Llei de l'ús dels mitjans electrònics al sector públic de Catalunya del 3 d'agost, també coneguda com a Llei 29/2010, és la llei aprovada pel Parlament de Catalunya que té l'objectiu de regular l'ús dels mitjans electrònics en les actuacions del sector públic de Catalunya, l'ús dels mitjans electrònics en les relacions entre les entitats del sector públic i els ciutadans a Catalunya, la definició dels instruments per a desenvolupar i fomentar la relació entre les entitats i els organismes que conformen el sector públic de Catalunya, i entre aquests i els ciutadans, per mitjans electrònics. Finalment, la llei vol concretar un model català d'administració electrònica entre totes les entitats existents del sector públic de Catalunya. Aquesta llei desenvolupa una competència compartida segons el que diu l'article 111 de l'Estatut d'autonomia de Catalunya i, per tant, pren com a llei base l'estatal 11/2007 o Llei d'accés electrònic dels ciutadans a l'administració.

## Finalitats
Les finalitats de la llei del 29/2010, són millorar la transparència, l'eficàcia, l'eficiència i la qualitat en les relacions entre el sector públic i els ciutadans, a partir de:
- Garantir que l'ús dels mitjans electrònics promogui una administració pública oberta, transparent, accessible, eficaç i eficient.
- Promoure que les activitats entre l'administració pública i els ciutadans siguin més àgils, més eficaces i més eficients, mitjançant

l'ús dels mitjans electrònics.
- Consolidar els instruments de col·laboració i de coordinació entre les administracions catalanes en el desenvolupament de polítiques i de serveis per a la introducció i l'ús dels mitjans electrònics.[1]

## Model català d'administració electrònica
La llei postula un model català d'administració electrònica basat en tres grans eixos:
- La multicanalitat entre l'usuari i l'administració, que permeti la incorporació dels mitjans electrònics en llur activitat ordinària per a millorar l'accessibilitat, la transparència, l'eficàcia, l'eficiència i la qualitat de la prestació de serveis als ciutadans, i la gestió interna.
- La cooperació i la col·laboració institucionals en la creació i la posada a disposició del sector públic de Catalunya d'infraestructures i de serveis comuns d'administració electrònica que garanteixin la interoperabilitat dels sistemes d'informació i que facin possible llur ús per les entitats que integren el sector públic per a fer més eficaç i econòmic l'oferiment de serveis als ciutadans i a les empreses.
- Incidir en la definició i el desenvolupament comú de polítiques i iniciatives de caràcter organitzatiu i tecnològic que maximitzin l'eficàcia i l'eficiència de l'administració pública, així com la reutilització dels serveis i les aplicacions que els desenvolupen.

A tal efecte, la llei distribueix la responsabilitat entre l'administració de la Generalitat de Catalunya i l'administració local amb seu a Catalunya.

## Estructuració de la llei
Aquesta llei s'estructura en els cinc títols següents:
- El títol I descriu la raó de ser de la Llei, l'àmbit d'aplicació i els principis que han d'informar el desenvolupament de l'Administració electrònica.

- El títol II defineix l'Administració electrònica i les tasques que duen a terme les diverses administracions públiques per a avançar en aquesta gestió. Així mateix, determina els mecanismes de cooperació i de col·laboració administratives internes en aquesta matèria.

- El títol III concreta la informació del sector públic i la participació dels ciutadans i les empreses per mitjans electrònics. El capítol III recull l'impuls de la incorporació dels dispositius electrònics del sector públic de Catalunya en les relacions amb les empreses i els ciutadans.

- El títol IV estableix diversos instruments per a facilitar les relacions entre les entitats del sector públic de Catalunya per aparells intel·ligents.

- El títol V regula la promoció de l'Administració electrònica entre el sector públic de Catalunya.[5]

## Cooperació i col·laboració entre les administracions públiques catalanes en matèria d'ús dels mitjans electrònics

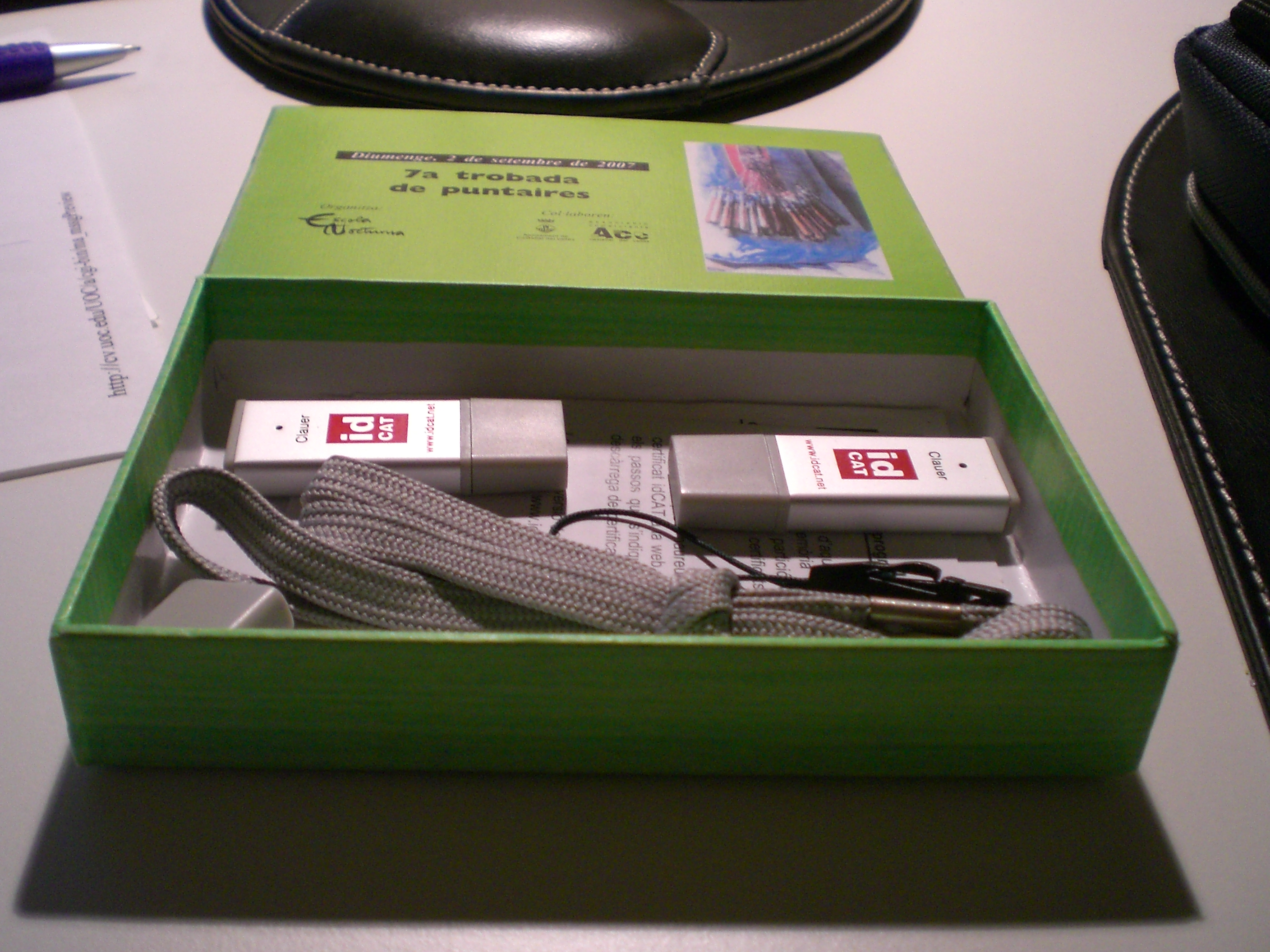
Segons la llei 29/2010 l'Agència Catalana de Certificació presta serveis de signatura electrònica al sector públic de Catalunya per a garantir la confidencialitat, la integritat, la identitat i el no-rebuig en les comunicacions electròniques que duen a terme les entitats del sector públic de Catalunya

Tal com marca la llei, les administracions públiques catalanes han de cooperar i col·laborar en l'assoliment de la interoperabilitat, la signatura electrònica, la reutilització de les aplicacions desenvolupades i garantir de la confidencialitat, la integritat, la identitat i el no-rebuig en les comunicacions electròniques, etc. per mitjà del consorci de l'Administració Oberta de Catalunya (AOC) sense perjudici d'altres possibles fórmules que es puguin dissenyar. Els ens locals, també rebran ajuda dels consells de vegueria i dels consells comarcals.

## Informació del sector públic i la participació dels ciutadans

### Difusió
La informació del sector públic que es difon pels mitjans electrònics ha de ser actualitzada, objectiva, útil i accessible. Les entitats locals han de prendre mesures internes per assegurar aquests principis i han d'identificar l'òrgan administratiu difusor de la informació, així com respectant el que indica la Llei Orgànica de protecció de dades de caràcter personal (LOPD). A més, han d'obrir els canals i mecanismes necessaris per a facilitar a la ciutadania la correcció de la informació errònia. La informació ha d'estar relacionada amb l'organització, els seus procediments, les activitats que es duen a terme i altres informacions que puguin tenir interès general. La llei també especifica que els plens dels ajuntaments hauran de publicar les actes de les seves sessions en la seva seu electrònica respectant en tot moment una possible violació de la LOPD.